# Ктесиклид Афинский
Ктесиклид Афинский — автор сочинения «Перечень архонтов и олимпийских победителей».
О Ктесиклиде Афинском известно из сообщения Диогена Лаэртского в «О жизни, учениях и изречениях знаменитых философов», где повествуется о дате смерти Ксенофонта. Как следует из этого трактата, Ктесиклид является автором труда под названием «Перечень архонтов и олимпийских победителей». А. И Доватур не исключил тождественность Ктесиклида и Ктесикла, написавшего «Хроники».